# Chrámová prostituce
Chrámová prostituce byla starověká forma kultovního pohlavního styku chrámových služebnic, rozšířená především v Indii, Egyptě, Babylónu, Lýdii, Numídii, Arménii a na Kypru. V Řecku je doložena především v Korintu. Výtěžek si přivlastňovali pohanští kněží.[zdroj⁠?!] Dodnes přežívá v jižní Indii.
U obskurní sekty Rodina se nazývala flirt fishing. 